# Gurung (Sprache)
Gurung (Devanagari: गुरुङ), auch bekannt als Tamu Kyi (तमु क्यी, tamu kyī; Tibetisch: ཏམུ་ཀི) oder Tamu Bhāṣā (तमु भाषा, tamu bhāṣā), ist eine sinotibetische Sprache, die vom Volk der Gurung gesprochen wird. Die Gesamtzahl aller Sprecher in Nepal betrug 227.918 im Jahr 1991 und 325.622 im Jahr 2011.
Die Amtssprache Nepals, Nepali, ist eine indoeuropäische Sprache, während Gurung zu den sinotibetischen Sprachen zählt. Gurung ist eine der Hauptsprachen Nepals und wird auch in Indien, Bhutan und von Diasporagemeinschaften in Ländern wie Singapur und Hongkong oder dem Vereinigten Königreich gesprochen.